# Gaiety Theatre (Dublin)

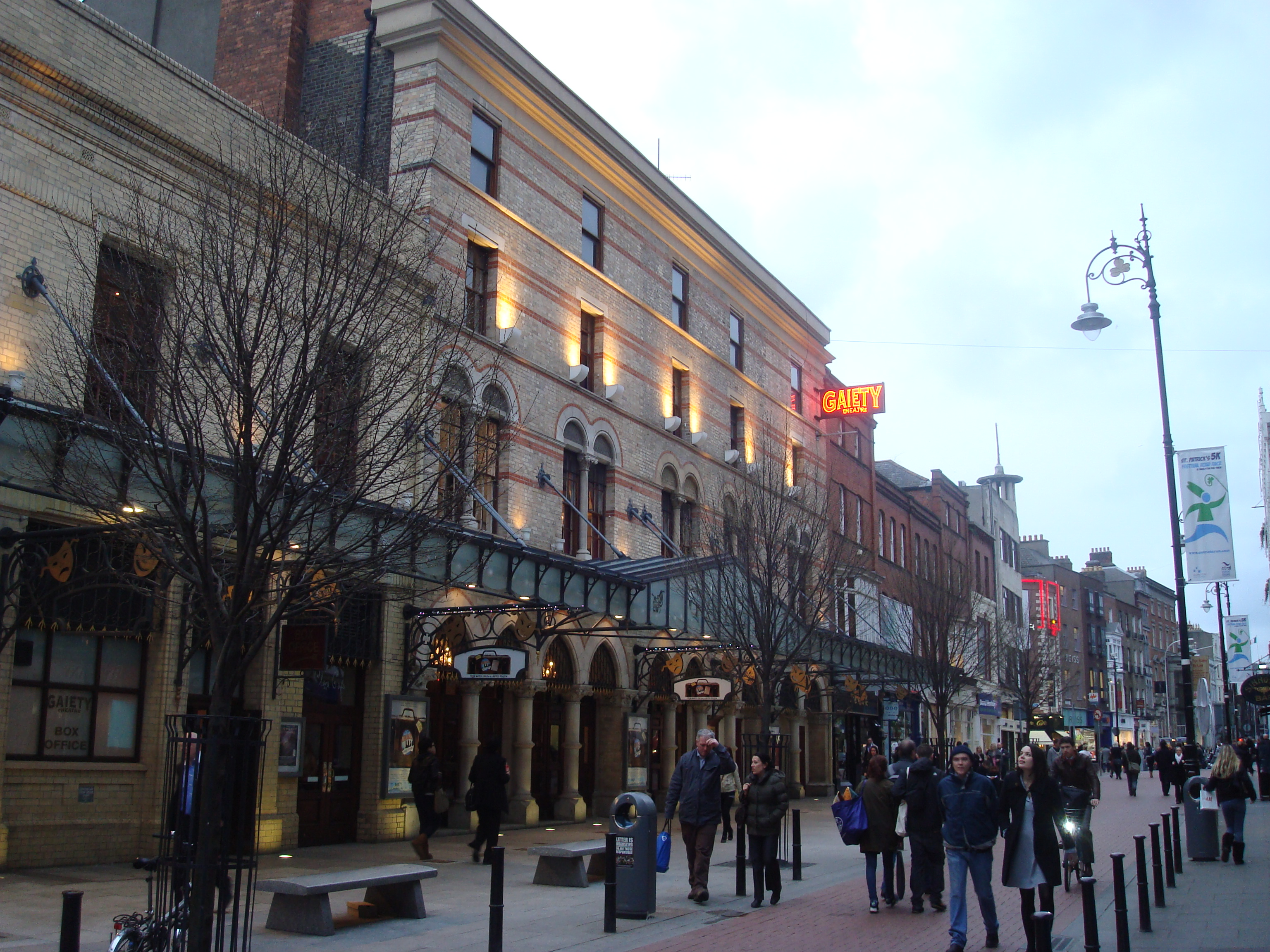
Das Gaiety Theatre

Das Gaiety Theatre ist ein Theater in der irischen Hauptstadt Dublin. Es wurde nach sieben Monaten Bauzeit nach Plänen des Architekten Charles J. Phipps im November 1871 an der South King Street eröffnet. Das viktorianische Theater verfügt über ein Parkett und zwei Ränge im Zuschauerraum.
Im Theater werden Musicals, Revuen, Theaterstücke, Konzerte und Tanzshows aufgeführt. 1971 fand dort der Eurovision Song Contest statt.